# Fattiggrynnan
Fattiggrynnan (Fi: Höyterviikinkari)  är en ö i Finland. Den ligger i Bottenhavet och i kommunen Sastmola i den ekonomiska regionen  Björneborgs ekonomiska region i landskapet Satakunta, i den västra delen av landet. Ön ligger omkring 56 kilometer norr om Björneborg och omkring 280 kilometer nordväst om Helsingfors.
Öns area är 0,4 hektar och dess största längd är 120 meter i nord-sydlig riktning.